# Ерехович, Николай Петрович
Николай Петрович Ерехович (2 августа 1913 года, Санкт-Петербург, Российская империя — 28 декабря 1945 года, Колымский край, СССР) — советский учёный-востоковед (семитолог, ассириолог, египтолог).

## Биография
Родился в семье генерала П. А. Ереховича, коменданта Аничкова дворца. Крестник императора Николая Второго и императрицы Александры Федоровны. Получил превосходное домашнее образование, ещё школьником учился по египтологии у Ю. Я. Перепелкина.
В силу дворянского происхождения не смог сразу поступить в университет. Заработав рабочий стаж, поступил на второй курс кафедры семитологии ЛИФЛИ (предшественника Восточного факультета Ленинградского Университета), сдав экзамены за первый курс экстерном.
После убийства С. М. Кирова отчислен, но вскоре восстановлен по ходатайству Марии Ильиничны и Анны Ильиничны Ульяновых. Параллельно с египтологией, ассириологией и шумерологией занимался генетикой и биологией, работая на стыке этих наук. Его первые научные работы получили высокую оценку академиков В. В. Струве и Н. И. Вавилова.
В 1938 году был арестован по одному делу со Львом Гумилёвым и Теодором Шумовским, которые обвинялись в руководстве «молодёжного крыла» мифической партии прогрессистов. На суде все трое отказались от показаний, вырванных силой. Первоначальный приговор был отменен после вмешательства адвокатов, нанятых Анной Ахматовой и Вриенной Ерехович, сестрой Николая, однако подсудимые были отправлены в лагеря. Ерехович отбывал срок на Колыме. После окончании срока был оставлен в заключении до конца войны, где тяжело заболел: отморозил легкие на 50-градусном морозе, сопровождая лендлизовские танки.
Умер накануне 1946 года, когда группа академиков в Ленинграде начала хлопоты о его освобождении, которые, судя по освобождению Т. А. Шумовского в аналогичных обстоятельствах, скорее всего, увенчались бы успехом.